# Ipiranga 165
O Ipiranga 165 visto da Avenida Ipiranga
Ipiranga 165 é um edifício localizado na Avenida Ipiranga, n°165, no centro da cidade de São Paulo. Funciona, desde o ano de 2007, como gabinete dos desembargadores do Tribunal de Justiça de São Paulo (TJSP), quando foi transferido da Avenida Paulista. Até 2004, o prédio funcionava como o Hotel Hilton, um dos primeiros hotéis de luxo da cidade de São Paulo, e um dos mais importantes, que hoje está localizado na Avenida Nações Unidas, no bairro do Itaim Bibi, zona sul da cidade de São Paulo. Por três anos, entre 2004 e 2007, a edificação se manteve desativada após a relocalização do hotel. Depois de reforma parcial de sua estrutura, passou a ser local de trabalho de 126 desembargadores das Câmaras de Direito Público.
A fachada da construção foi tombada, juntamente com o jardim do 10° andar da construção, desenhado por Burle Marx, no ano de 2012 por sua peculiaridade arquitetônica - de formato cilíndrico - e importância para a composição imagética do centro da capital paulista: este edifício e mais alguns outros como o Edifício Copan (exatamente em frente ao prédio do TJSP, do outro lado da Avenida Ipiranga), o Edifício Jaçatuba, Edifício Bratke, Edifício Renata Sampaio Ferreira e Edifício Bradesco, fazem parte de um projeto de proteção ao "skyline" do centro da cidade, apelidada durante o processo de "São Paulo Moderna".

## História

### Hotel Hilton de São Paulo
Antes de abrigar os gabinetes dos desembargadores do Tribunal de Justiça São Paulo (sessão de direito público), o prédio funcionava como o Hotel Hilton de São Paulo, um dos mais luxuosos hotéis da cidade na época. Ele foi desenhado pelos arquitetos Maria Bardelli e Ermano Siffredi  e construído pela firma Christiani-Nielsen Engenheiros e Construtores S.A. de 1963 até 1971, ano em que foi inaugurado. Estima-se que o gasto com a construção girou em torno de 126 milhões de Cruzeiros (1 bilhão e 800 mil reais), enquanto a montagem do hotel, decoração e equipamentos obtiveram gastos em torno de 96 milhões de Cruzeiros (776 milhões de reais).
O hotel, de 34 andares, contava com 391 apartamentos, entre eles: 21 suítes de um só dormitório, três com dois dormitórios, 24 salas de estar, 40 estúdios (apartamentos que são sala e dormitório ao mesmo tempo), além de 45 lojas, piscina, instituto de fisioterapia, churrascaria, bares, restaurantes, boates, bancos, farmácias, cinema, salão de conferências e garagem para 300 carros.
A expectativa para a inauguração do hotel era relativamente grande e indicava grande salto no mercado de turismo no Brasil, já que os hotéis Hilton eram referência para celebridades e socialites nas capitais mais atrativas do mundo como Paris, Roma, cidades como Orlando, Washington, entre outras. A princípio, os únicos a criticarem a construção de um hotel desta magnitude no Brasil eram os hoteleiros, com medo de que seus pequenos hotéis fossem ofuscados pelo Hilton. Porém, o então presidente da Associação Interamericana de Hoteís, José Tjurs, afirmou que a ideia de construir hotéis de categoria não é prejudicar, mas sim ajudar os outros, melhorando a indústria do turismo no Brasil e atraindo viajantes em busca de hotéis mais baratos por consequência.
A demanda para se hospedar no novo hotel de luxo era tanta que, depois da sua abertura, em 1° de outubro de 1971, só haveria disponibilidade para o mês de dezembro daquele ano, graças à eventos que já estavam marcados previamente desde meados de agosto, tais como bailes promovidos pela Associação Israelita de Assistência ao Menor e reuniões marcadas pela Sociedade Paulista de Combate ao Câncer. Os quartos custavam caro: quartos para solteiros custavam entre U$20,00 e U$30,00 (Cr$120,00 a Cr170,00, equivalente a aproximadamente R$1200,00 atualmente), os quartos para casal custavam entre U$25,00 e R$35,00 (Cr140,00 a Cr$200,00, equivalente a aproximadamente R$1400,00) e as suítes mais caras custavam a partir de U$50,00 (Cr240,00 ou quase R$2000,00).
O hotel funcionou recebendo eventos internacionais, celebridades mundiais, artistas famosos e famílias importantes, até que foi desativado, no ano de 2004, para que a marca se mudasse para a Avenida das Nações Unidas, nº 12901, em São Paulo, onde está até hoje, ainda com status de um dos hotéis mais luxuosos da cidade.

### Tribunal de Justiça de São Paulo
No dia 6 de dezembro de 2007, o Tribunal de Justiça do Estado de São Paulo (TJSP) alugou o prédio do antigo hotel, por um valor mensal de R$670.000,00, por diversos motivos. Antes, o TJSP ocupava um prédio na Avenida Paulista, o edifício apelidado de Paulistão e, um dos motivos pelo qual a mudança aconteceu foi o fato de que o prédio da Avenida Ipiranga possui 6.163,50 m² a mais de área construída do que o prédio anterior, fazendo com que haja mais comodidade e mais espaço para comportar todos os desembargadores no TJ. Além disso, o sistema de ar condicionado, banheiros, elevadores e restaurantes têm maior qualidade e, portanto, não requer as reformas que o prédio da Avenida Paulista demandava. As únicas reformas que foram feitas se deram no sistema elétrico, pisos, pintura e reparações específicas de alguns dos quartos que virariam gabinetes meses depois. Cada gabinete passou a ocupar o espaço de três quartos do hotel. As únicas alterações foram nos banheiros, que acabaram transformados em arquivões de documentos.

## Características Arquitetônicas

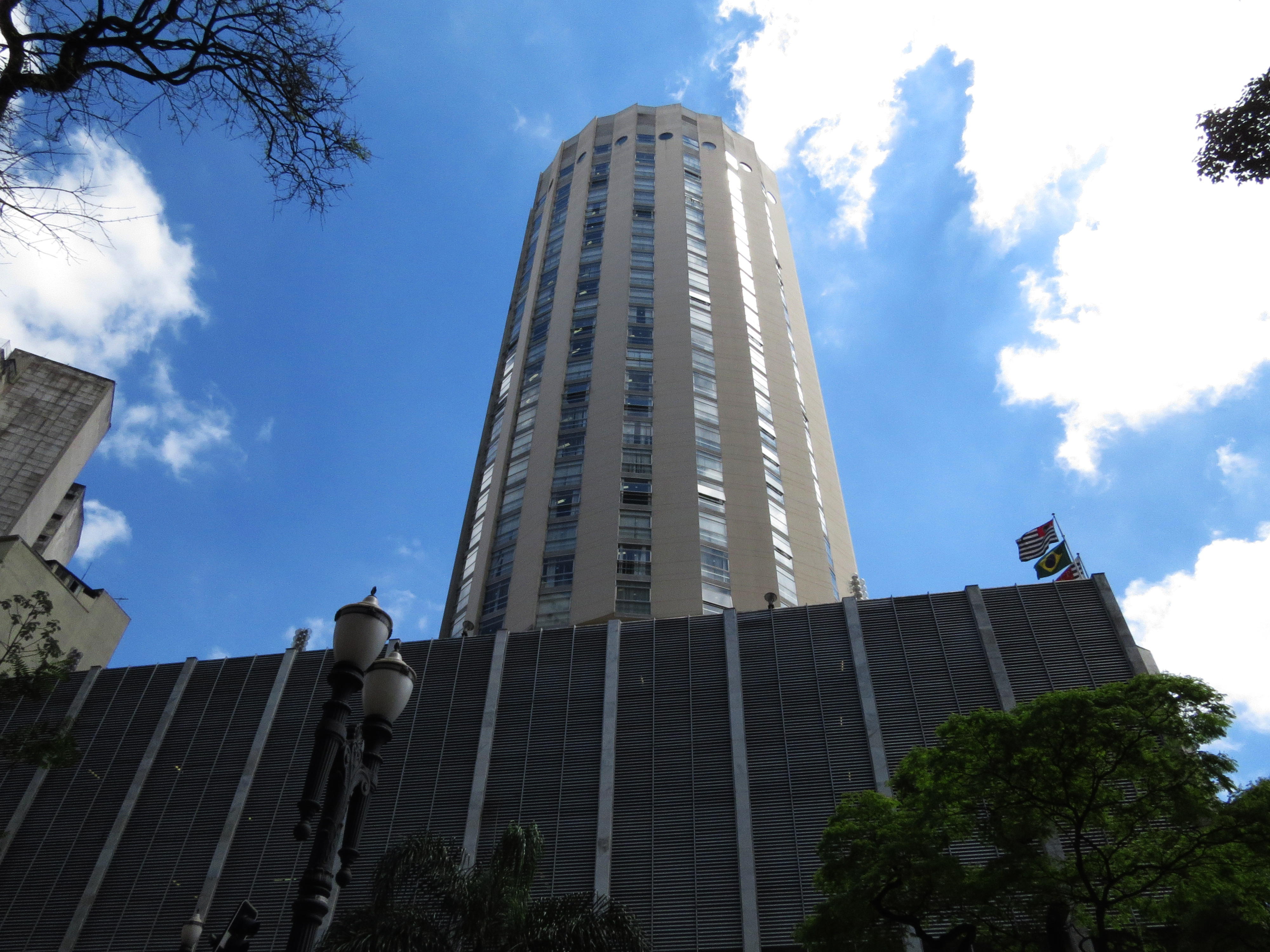
Edifício do Tribunal de Justiça de São Paulo (Avenida Ipiranga, 165)

O motivo pelo qual a fachada do prédio foi tombada foi justamente pela sua importância histórica, urbanística e paisagística. É um marco identificador da região central de São Paulo: o edifício foi tombado por causa de sua peculiaridade, um dos únicos prédios perfeitamente cilíndricos que foram construídos na região central metropolitana de São Paulo. No entanto, apesar de peculiar, sua estrutura arquitetônica é considerada inexpressiva, composta por uma estrutura de paralelepípedo com base triangular de 30 metros de altura que ocupa todo o lote do prédio na calçada, de onde surge uma alta torre, com total de 32 pavimentos, sólida e cilíndrica. Do topo do prédio até a base da torre, há uma faixa de concreto e uma de janelas de vidro espelhado, postos de maneira intercalada. É o que dá característica modernista desenhada pelos arquitetos Maria Bardelli e Ermanno Siffredi
O prédio não compõe o centro da cidade de São Paulo sozinho. Ao seu redor, estão outros cinco prédios, que foram tombados no mesmo processo, com objetivo de mantê-los erguidos juntos, sem qualquer reforma, para desenhar um "skyline" bastante específico e marcante. Os edifícios são o Edifício Copan (localizado exatamente em frente ao prédio do Tribunal de Justiça), o Edifício Jaçatuba, Edifício Bratke, Edifício Renata Sampaio Ferreira e Edifício Bradesco. O nome do projeto que preserva a estrutura arquitetônica central paulistana se chama São Paulo Moderna.
O interior do prédio onde estão os gabinetes dos desembargadores do direito público muito lembra um hotel. Afinal, para que sua fachada pudesse ser preservada após o processo de tombamento, poucas obras puderam ser feitas no interior. Há uma recepção a direita de quem entra, elevadores modernos que economizam energia calculando qual o elevador mais próximo do andar em que foi chamado, chão de piso frio e quadros pendurados, de decoração clássica e elegante.

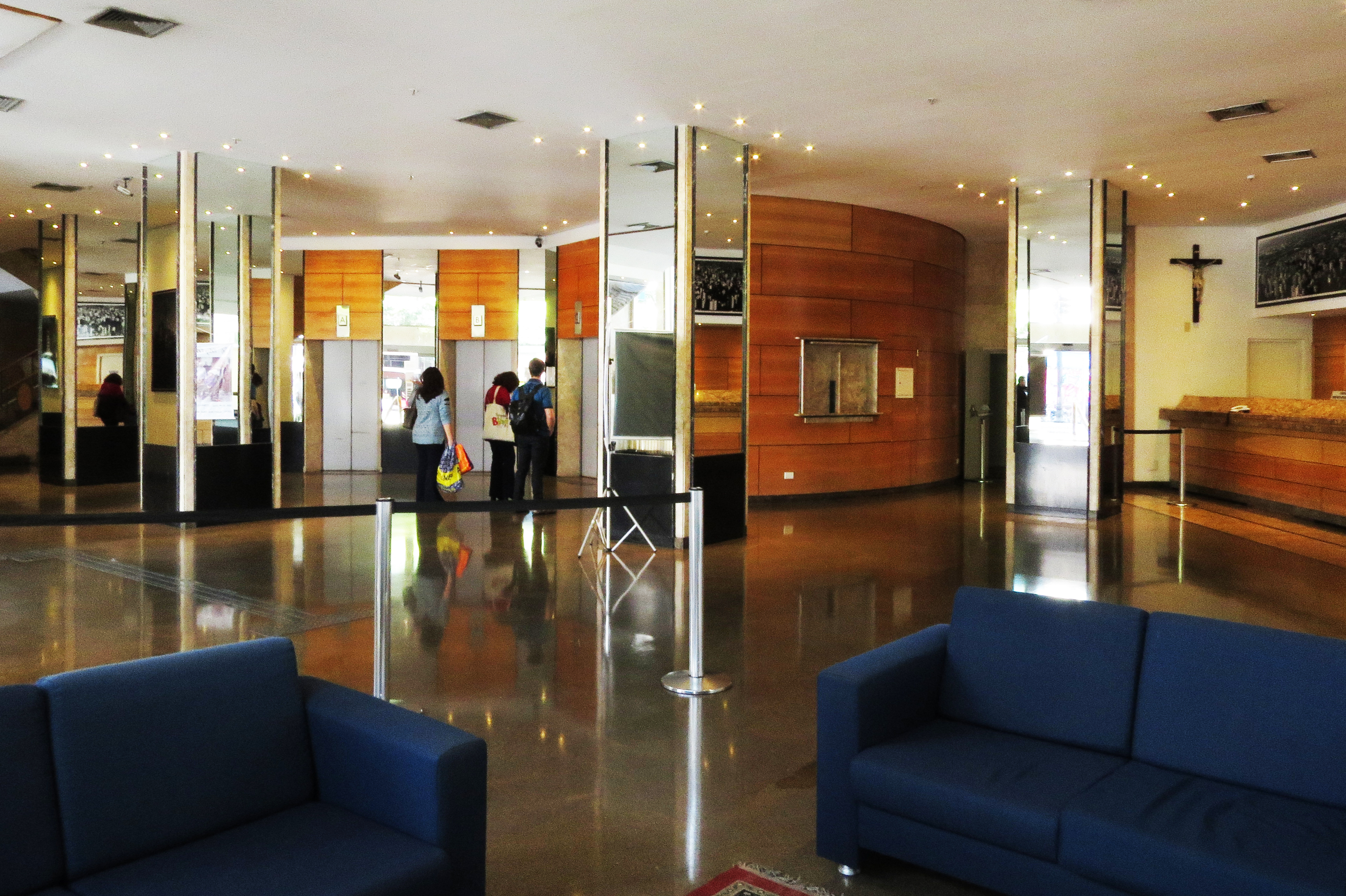
Interior do edifício do Tribunal de Justiça de São Paulo

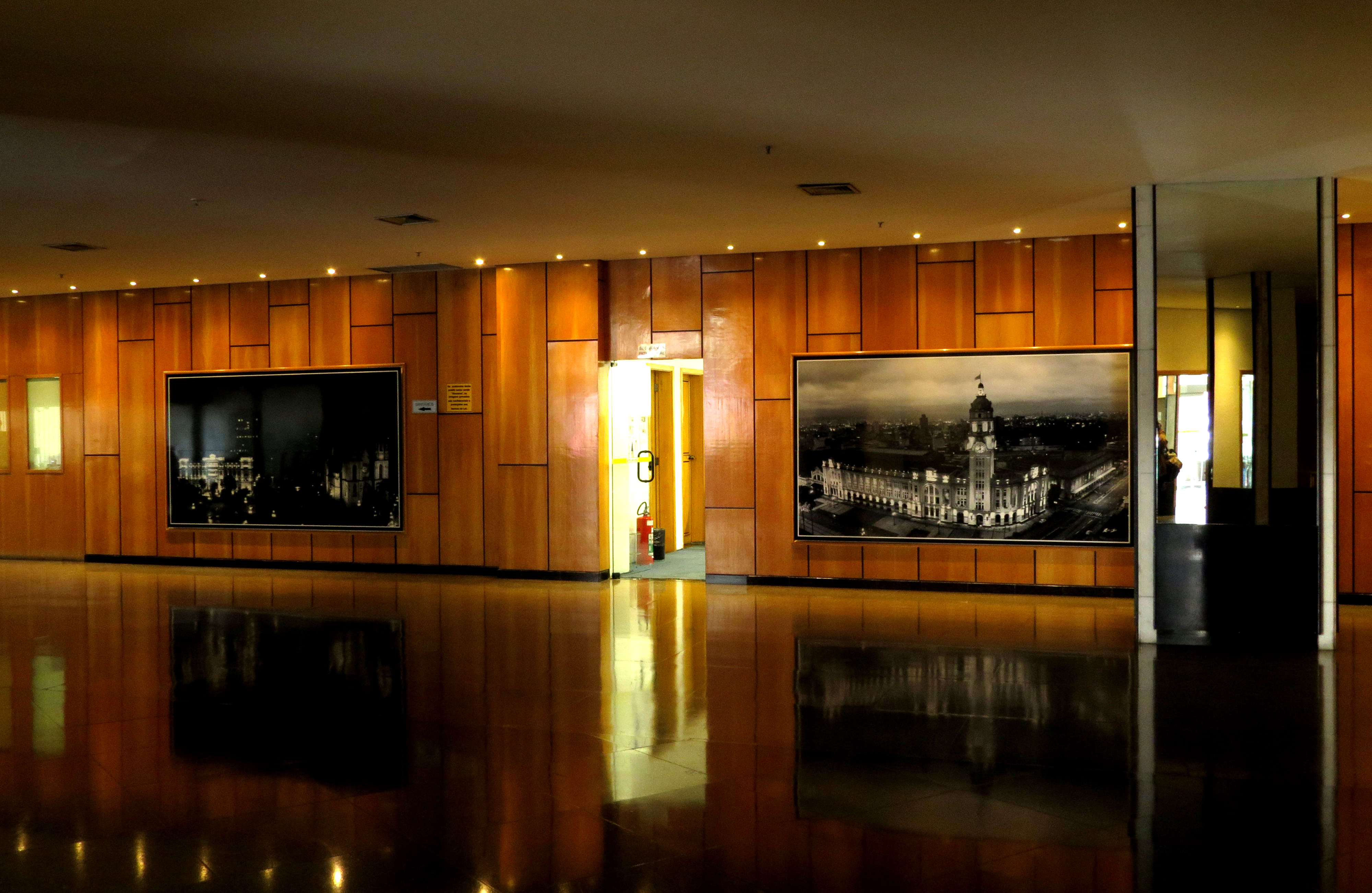
Interior do edifício do Tribunal de Justiça de São Paulo e decoração das paredes

## Significado histórico e cultural
O prédio foi construído com um objetivo bastante específico: ser o primeiro hotel de luxo da cidade de São Paulo. Enquanto várias potências do mundo inteiro já tinham um hotel da rede Hilton para ostentar, o Brasil só tinha pequenos hotéis para atender aos turistas. As instalações do hotel Hilton, que já estavam previstas desde 1965, representaram um grande avanço na indústria turística no Brasil. Na verdade, foi o primeiro passo para o desenvolvimento desse mercado, antes inexpressivo no país. Isso porque a expectativa em torno da abertura de um hotel dessa magnitude representava lotação programada pelo menos até o próximo ano. Era a principal escolha para a maioria dos eventos importantes, jantares beneficentes, bailes etc, o que acabava movimentando o turismo brasileiro.
Além disso, a instalação de um Hilton na cidade de São Paulo representava também a possibilidade de formação de técnicos em hotelaria de acordo com padrões elevadíssimos em comparação ao serviço hoteleiro internacional. Isto é, representava uma geração de pessoas observando a hotelaria como um empreendimento que valeria a pena daquele momento em diante. Em suma, a vinda do Hotel Hilton representou o impulso que faltava para incluir São Paulo nos guias internacionais como destino turístico.

## Estado Atual
De maneira geral, o prédio se encontra em bom estado. O Departamento de Patrimônio Histórico realizou uma vistoria no edifício nos dias 24 de janeiro e 13 de fevereiro de 2012, para atualizar os relatórios sobre o edifício e o banco de imagens da prefeitura. A partir desta visita, especialistas afirmaram que a condição atual da edificação é boa, apesar de alguns pequenos desgastes. Isso, devido a qualidade da construção, que precisou de poucos reparos ao longo das décadas.
De qualquer forma, o processo de tombamento sob o qual o edifício do Tribunal de Justiça está protocolado permite reformas em sua estrutura, principalmente para fins de reparos e restaurações, contanto que a fachada continue com a mesma formação arquitetônica, assim como o jardim (desenhado por Burle Marx) e o solário, ambos no décimo andar do edifício.

## Galeria

Galeria
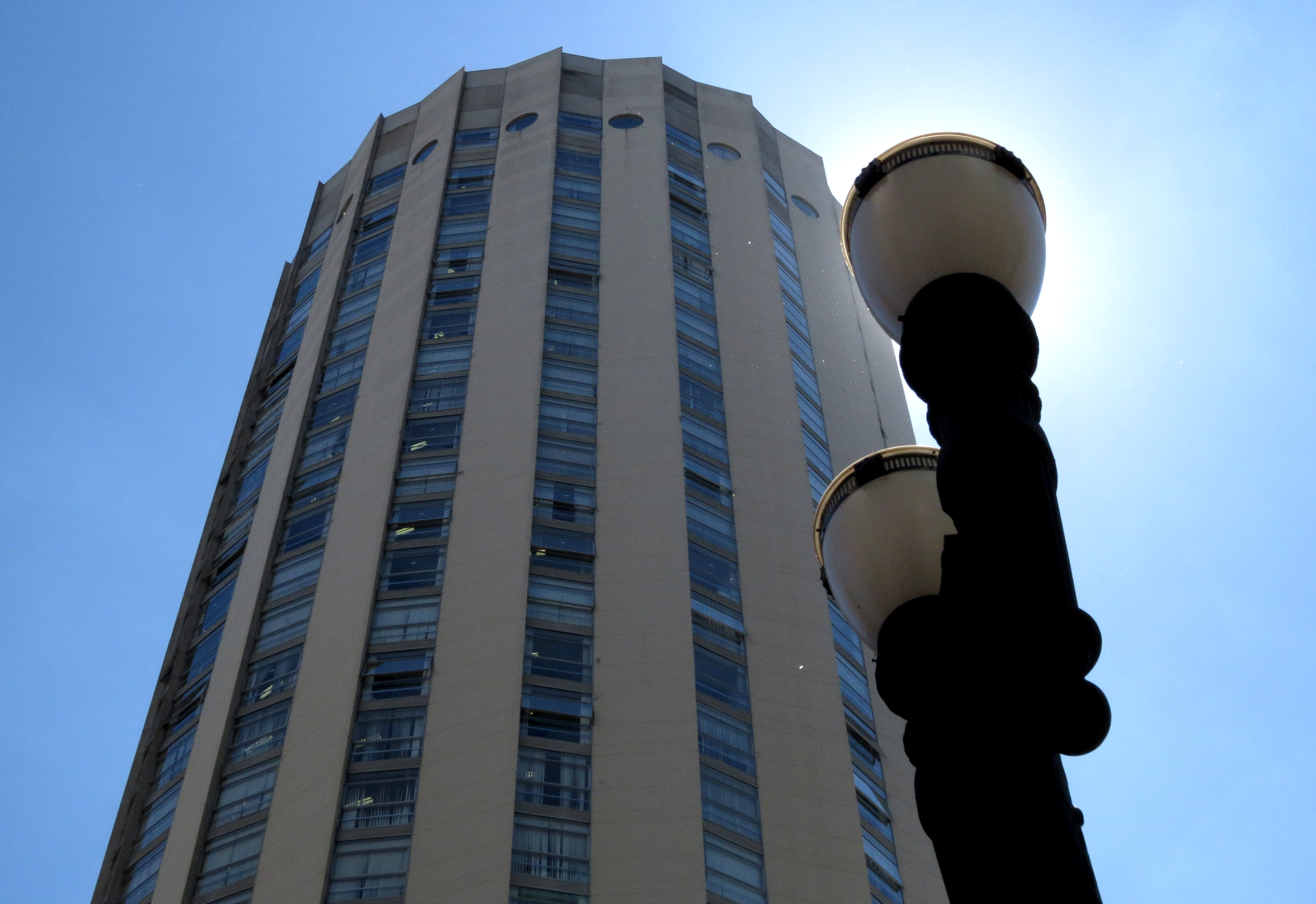
Fachada do Edifício.
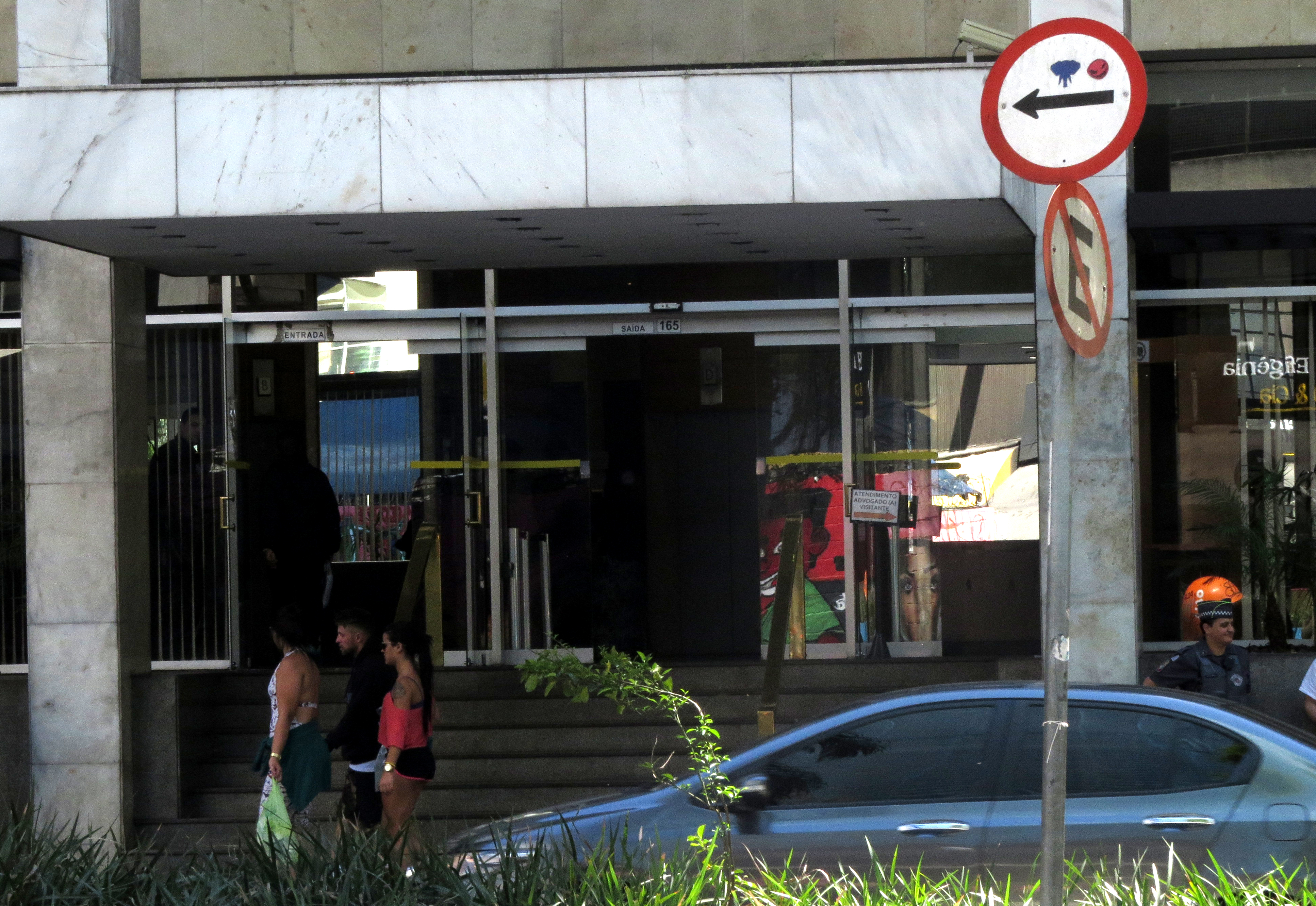
Entrada principal do edifício na Avenida Ipiranga.
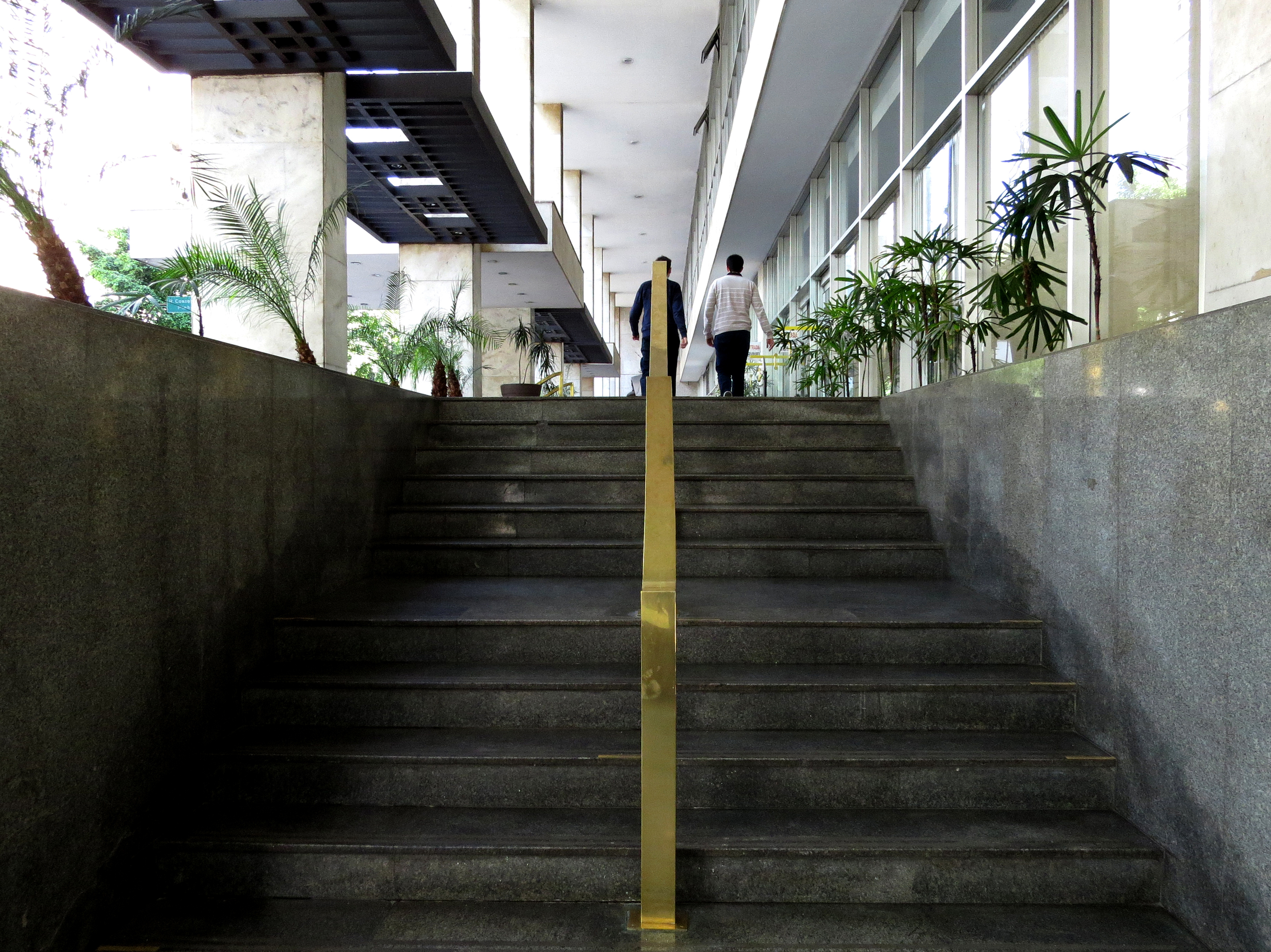
Fachada lateral do edifício.
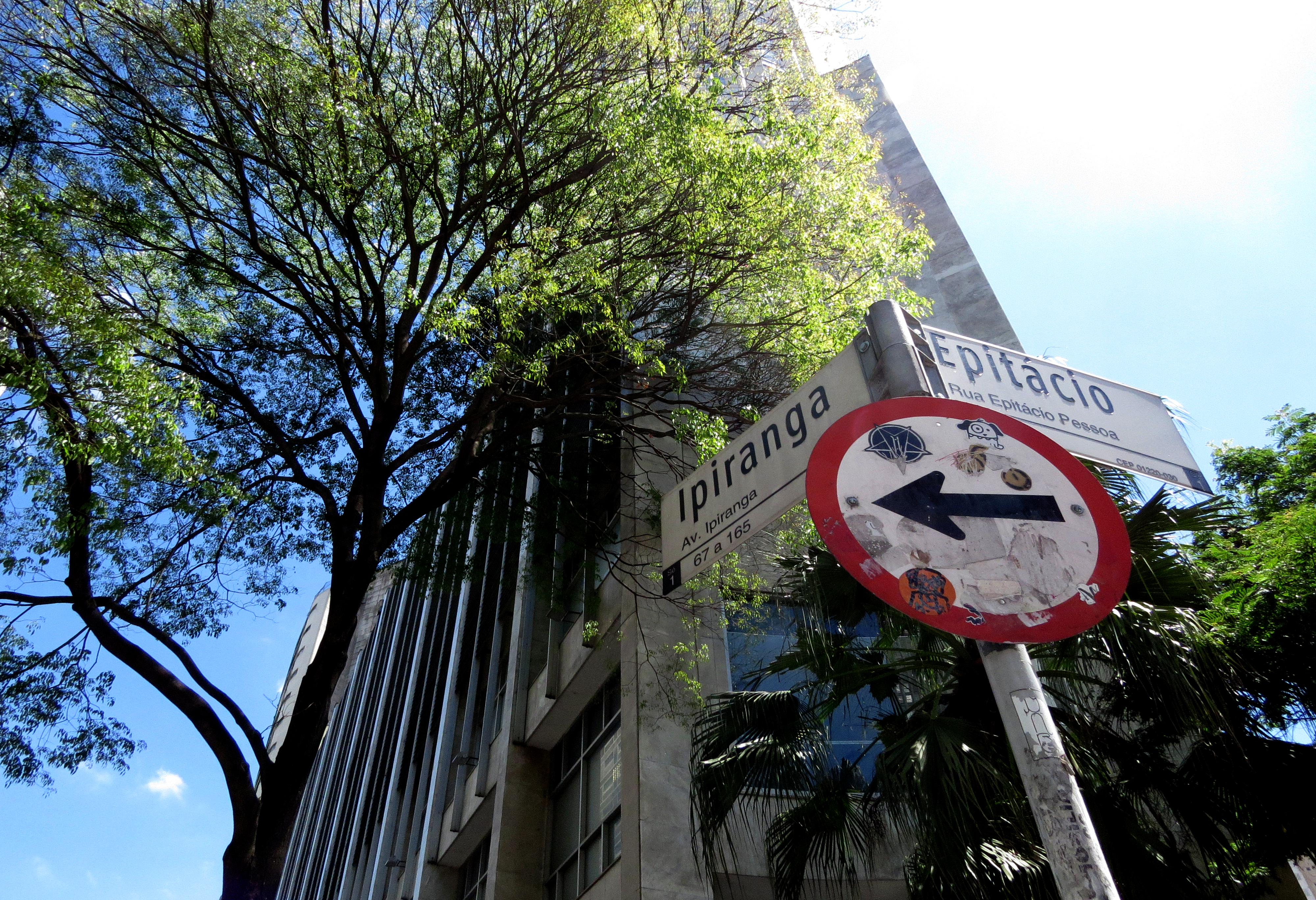
Vista da Avenida Ipiranga para o edifício.
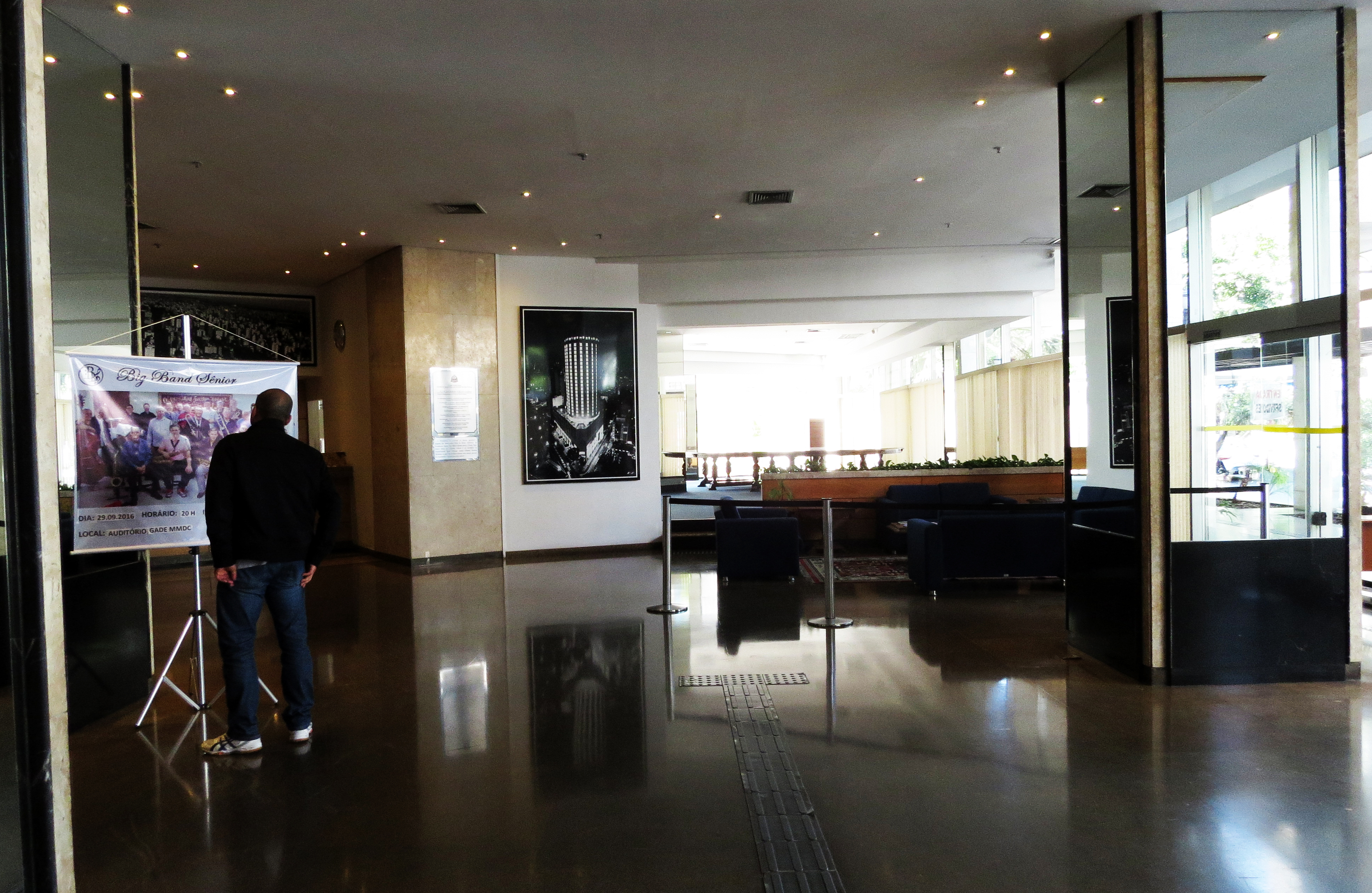
Lobby do edifício do Tribunal de Justiça de São Paulo
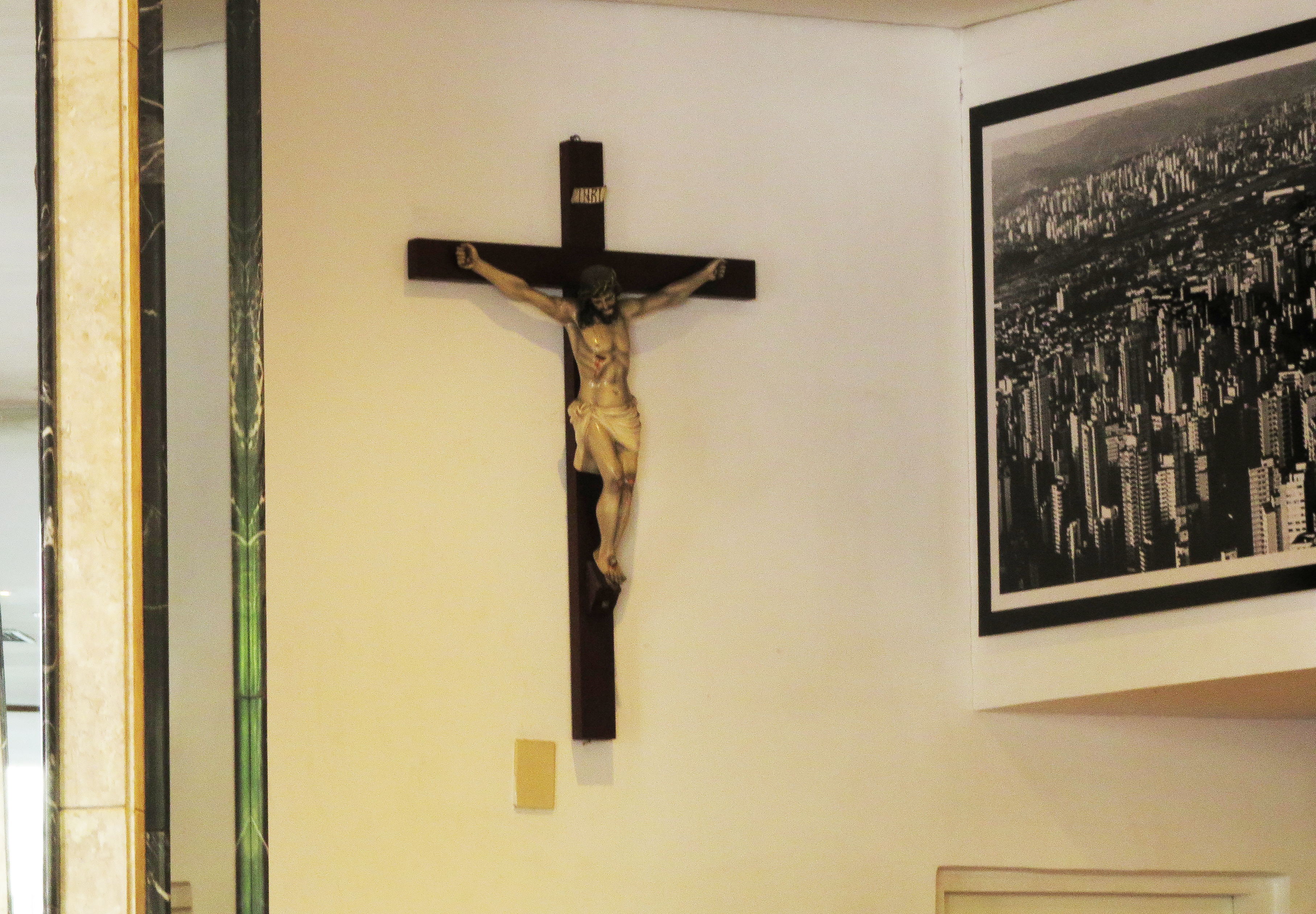
Decoração do lobby do Tribunal de Justiça de São Paulo